# Open Science

Ein Logo, das für Open Science verwendet wird

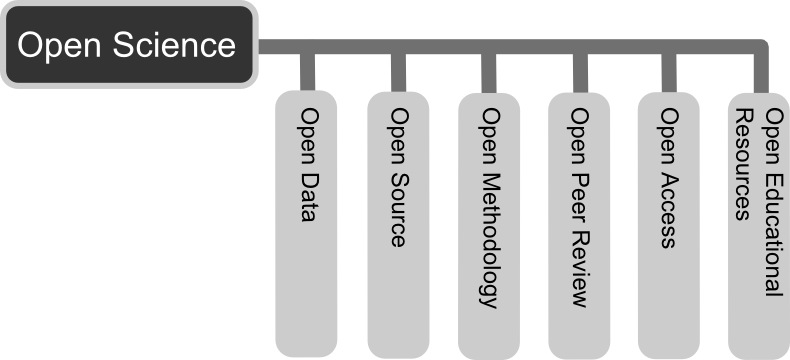
Sechs Prinzipien von Open Science

Open Science (auch Open Research oder Open Scholarship, selten dt. Offene Wissenschaft) ist ein Oberbegriff für verschiedene Ansätze einer offenen Wissenschaftspraxis, bei der möglichst alle Schritte des Forschungsprozesses wie Forschungsdaten, Software, Publikationen und Lehrmaterialien frei zugänglich sind, und zwar unter Bedingungen, die die Wiederverwendung, Weiterverbreitung und Vervielfältigung von Forschung und den ihr zugrundeliegenden Daten und Methoden ermöglicht. Mit der Öffnung der Wissenschaft werden verschiedene Zielstellungen verfolgt, darunter bessere Sichtbarkeit und Transparenz, Nachvollziehbarkeit und Reproduzierbarkeit der Forschung, mehr Diversität und Inklusion in der Wissenschaft, bessere Qualitätssicherung sowie eine verbesserte Nachnutzbarkeit. Der Begriff „Science“ – wörtlich sind damit ursprünglich nur die Naturwissenschaften gemeint – wird hier vielfach mit Wissenschaft allgemein gleichgesetzt, bezieht also auch die Geistes- und Sozialwissenschaften mit ein.
Einen wichtigen Meilenstein in der Definition stellt die UNESCO Recommendation on Open Science von 2021 dar. Sie definiert Open Science als „[...] eine Reihe von Grundsätzen und Praktiken, die darauf abzielen, wissenschaftliche Forschung aus allen Bereichen zum Nutzen von Wissenschaftlern und der Gesellschaft insgesamt für jedermann zugänglich zu machen. Bei Open Science geht es nicht nur darum, sicherzustellen, dass wissenschaftliche Erkenntnisse zugänglich sind, sondern auch darum, dass die Produktion dieser Erkenntnisse selbst integrativ, gerecht und nachhaltig ist.“
Dazu zählen zum einen produktorientierte Ansätze, die (Zwischen-)Ergebnisse möglichst offen zugänglich machen, etwa Open Access, Open Data oder Reproducible Research. Zum anderen steht die Öffnung des wissenschaftlichen Arbeitsprozesses und der wissenschaftlichen Kommunikation im Fokus, z. B. im Rahmen von Open Methodology oder Open Peer Review.
Zur Öffnung der Wissenschaftspraxis zählt auch die Teilhabe der Gesellschaft z. B. durch die Bürgerbeteiligung bzw. Citizen Science. Die Idee dahinter ist es, Möglichkeiten zu eröffnen, sich an wissenschaftlichen Projekten zu beteiligen und mitzuwirken. Offene Wissenschaft in diesem weiten Sinne wird insbesondere im Kontext von Citizen-Science-Projekten und partizipativer Forschung praktiziert.

## Elemente von Open Research
Open Science umfasst verschiedene Ebenen des wissenschaftlichen Erkenntnisprozesses, seinen Erzeugnissen und seiner Rahmenbedingungen, die gemeinhin wie folgt ausdifferenziert werden:
Wissenschaftlicher Prozess
- Open Source: Nachnutzbare Software und Programme
- Open Data: uneingeschränkt verfügbare Forschungsdaten
- Open Peer Review: Transparente Begutachtung wissenschaftlicher Publikationen
- Open Access: Zugang zu wissenschaftlichen Publikationen ohne finanzielle, rechtliche oder technische Schranken

Infrastruktur und Rahmenbedingungen
- Open Science Hardware[8] (auch: Open Instrumentation[9]): Ingenieurwissenschaftliche Erzeugnisse sowie naturwissenschaftliche Versuchsgeräte und -aufbauten
- Open Infrastructure:[10] Pooling von Unterstützungsleistungen und Verwaltungsressourcen sowie Harmonisierung von Spezifikationen und Standards
- Open Educational Resources (OER): Freie Lehrmaterialien

Jüngere Diskussionen werfen auch die Fragen von Open Applications, d. h. der vollständigen Transparenz bei der Beantragung von und Bewerbung um Forschungsförderung, auf. Mittels DOI sollen die so öffentlich zugänglichen Anträge von anderen Forschenden aufgegriffen werden können und zeitgleich beispielsweise den ursprünglichen Schöpfern eines bestimmten Versuchsdesigns durch Zitation die gewünschten Meriten gewähren.

## Ziele von Open Research
Open Science verspricht und zeigt Vorteile der Commons-based Peer-Production, wissenschaftsspezifisch insbesondere in Form von:
- Transparenz in experimenteller Methodik, Beobachtung und Sammlung von Daten
- Öffentliche Verfügbarkeit und Wiederverwendbarkeit von Forschungsdaten[13]
- Offener Zugang und Transparenz von wissenschaftlicher Kommunikation
- Web-basierende Tools benutzen, um wissenschaftliche Kollaborationen auszuüben
- Dient der Qualitätssicherung in der Forschung[13] und deren Replizierbarkeit
- Vereinfachter Technologietransfer und Resilienz der Wertschöpfung

Quellen:

## Geschichte
In den 1990er Jahren wurde der Begriff der ‚Öffentlichen Wissenschaft‘ neu und entscheidend für den deutschen Sprachraum von der Soziologin und Kulturwissenschaftlerin Caroline Y. Robertson-von Trotha geprägt. In den Eröffnungsreden der Karlsruher Gespräche von 1997 und 1998 entwarf sie einen Begriff der ‚Öffentlichen Wissenschaft‘ als Synonym einer interdisziplinären und dialogbasierten Wissenschaftskommunikation. In der Folge bettete sie das Konzept in den historisch-soziologischen Kontext ein und führte im Jahr 2012 eine erste von mehreren Analysen „im Spiegel der Web 2.0-Kultur“ durch. Zugleich etablierte sie als Gründungsdirektorin des Zentrums für Angewandte Kulturwissenschaft und Studium Generale (ZAK) in Karlsruhe ihre Konzeption der ‚Öffentlichen Wissenschaft in Theorie und Praxis‘ auch institutionell: Neben der Forschung und der Lehre bildet diese eine der drei gleichberechtigten Säulen, auf denen das Zentrum basiert. 2012 startete ein Experiment einer ersten offenen Doktorarbeit. Die Arbeit und alle damit verbundenen Daten waren während des gesamten Erstellungsprozesses direkt und unmittelbar für jeden, jederzeit frei zugänglich im Internet unter einer offenen und freien Lizenz (CC-BY-SA) einsehbar. Ende 2017 wurde das Experiment erfolgreich beendet und Anfang 2018 Open Access als Buch veröffentlicht. Das zentrale Anliegen der Öffentlichen Wissenschaft, Forschung offen, transparent und zugänglich zu machen, entwickelt sich seither zunehmend zu einem integralen Bestandteil von Forschung und Lehre.
Das Weiße Haus unter Joe Biden gab 2022 bekannt, dass ab 2025 alle anteilig finanzierte oder vollständig öffentlich geförderte Forschung unverzüglich veröffentlicht werden müsse. Im europäischen und deutschsprachigen bestehen diverse Netzwerke und institutionsinterne Einrichtungen zur Förderung und Beratung bezüglich Open Science. Zentrale Infrastrukturvorhaben sind die European Open Science Cloud (EOSC) und die Nationale Forschungsdateninfrastruktur (NFDI).

## Politik, Ökonomie und Recht
Die rechtlichen Möglichkeiten und Grenzen von offener Wissenschaft werden vor allem im Urheberrecht, den Persönlichkeitsrechten und dem Datenschutzrecht geregelt.